# Gabrielle Drake
Gabrielle Drake (* 30. März 1944 in Lahore, Britisch-Indien) ist eine britische Theater-, Fernseh- und Filmschauspielerin.

## Leben
Gabrielle Drake wurde im britisch-indischen Lahore geboren und verlebte ihre ersten Lebensjahre in Burma, Indien und im Orient. Ihr Vater war in einem Import/Export-Unternehmen und als Ingenieur tätig. Im Alter von acht Jahren kehrte sie mit ihrer Familie nach England zurück, die sich in dem Ort Tanworth-in-Arden nahe Birmingham niederließ.
Ihre Schulausbildung erhielt sie am Edgbaston College für Mädchen und an der Wycombe Abbey School für Mädchen in High Wycombe, Buckinghamshire. Nach der Schulzeit verbrachte sie einige Zeit in Paris als Au-Pair-Mädchen in einer Familie mit vier Kindern. Nach ihrer Rückkehr erhielt sie an der Royal Academy of Dramatic Art (RADA) klassische Schauspielausbildung in Shakespearerollen. Mit einer Gruppe Hochschulabsolventen kam sie überein, dass das Hope Hall Kino, der Liverpooler Szene-Treff, sich als Gebäude fürs Theater eigne. Sie blieb drei Jahre und war das jüngste Schauspielmitglied während der Wiedereröffnungssaison der berühmten Malvern Theatre Company. Danach besuchte sie die Birmingham Repertory Company und verbesserte ihre Schauspielfähigkeit an der Manchester’s Royal Exchange, an der Bristol Old Vic, bei der New Shakespeare Company und am The Young Vic-Theater.
Ihr Fernsehdebüt gab sie am 10. März 1963 in der ersten Staffel der 30-minütigen Comedy-Serie Best of Friends in der zehnten Folge (Jack in the Box). 
Ihre erste Rolle in einem Film hatte sie 1967 in The Man outside.
Größere Bekanntheit erlangte sie in der Rolle von Lt. Gay Ellis, Kommandantin der Mondbasis in der britischen Science-Fiction-Fernsehserie UFO. Die Kostüme in grau und silber, sowie die lilafarbigen Perücken, trugen sehr zu ihrem Erfolg als Sexsymbol bei. Nach dem Studiowechsel und nahezu der Hälfte der 26 Folgen stand sie der Produktion nicht mehr zur Verfügung. Die Rolle der Kommandantin der Mondbasis wurde von Lt. Nina Barry (Dolores Mantez) besetzt. 
Drake lebt gegenwärtig in der Kleinstadt Much Wenlock, Shropshire 18 km südöstlich von Shrewsbury und ist bis heute als Gaststar im Fernsehen – und auf der Bühne tätig.
Sie ist die ältere Schwester von Nick Drake, des am 25. November 1974 an einer Überdosis Antidepressiva verstorbenen Sängers und Komponisten. 

## Filmografie (Auswahl)
- 1967: … und Scotland Yard schweigt (The Man Outside)
- 1969: Tödlicher Salut (Crossplot)
- 1970: Das Durchgangszimmer (Connecting Rooms)
- 1970: The Atrocity Exhibition (JG Ballard and the Motorcar)
- 1970: Ein Mädchen in der Suppe (There’s a Girl in My Soup)
- 1971: Das Geheimnis der Liebe
- 1972: Vorstadtfrauen – Lustgefühle am Vormittag (Suburban Wives)
- 1972: Au-Pair-Girls
- 1974: 80.000 Meilen durch den Weltraum
- 1974: Commuter Husbands
- 1974: Weltraumkommando S.H.A.D.O.
- 1977: Cross Now
- 1980: All About a Prima Ballerina
- 1987: Mr H. is Late
- 1995: The Steal

## Fernsehrollen/Gastauftritte (Auswahl)
- 1963: Best of Friends – Jack in the Box
- 1966: Intrigue – Take the Money and Shut Up
- 1967: Coronation Street (4 Folgen, 2 im Jahr 2009)
- 1967: Mit Schirm, Charme und Melone – Vorsicht, Raubkatzen (The Avengers – The Hidden Tiger)
- 1968: Simon Templar – Folge: Simon Templar und der tote Kapitän (The Saint – The Best Laid Schemes)
- 1968: Virgin of the Secret Service – Russian Roundabout
- 1968: Journey to the Unknown – The Beckoning Fair One
- 1969: The Champions – Full Circle
- 1969–1971: UFO (11 Folgen)
- 1971: Man at the Top – Join the Human Race
- 1972–1974: The Brothers (39 Folgen)
- 1973: Gene Bradley in geheimer Mission (The Adventurer; Folge: The good book)
- 1976: Thriller – Kill two birds
- 1977: Mit Schirm, Charme und Melone – Tote Männer sind gefährlich (The New Avengers – Dead Men are Dangerous)
- 1978: Die Profis – Terror kennt keine Grenzen (The Professionals – Close Quarters)
- 1979–1980: The Kelly Monteith Show (12 Folgen)
- 1983: Number 10 – The Iron Duke
- 1985–1987: Crossroads (4 Folgen)
- 1995: Medics (5 Folgen)
- 2000: Peak Practice – Playin God
- 2003–2005: Inspector Lynley (The Inspector Lynley Mysteries)
- 2006: Heartbeat (Folge: Judgement Day)
- 2011–2012: Doctors (2 Folgen)